# Polysjewente

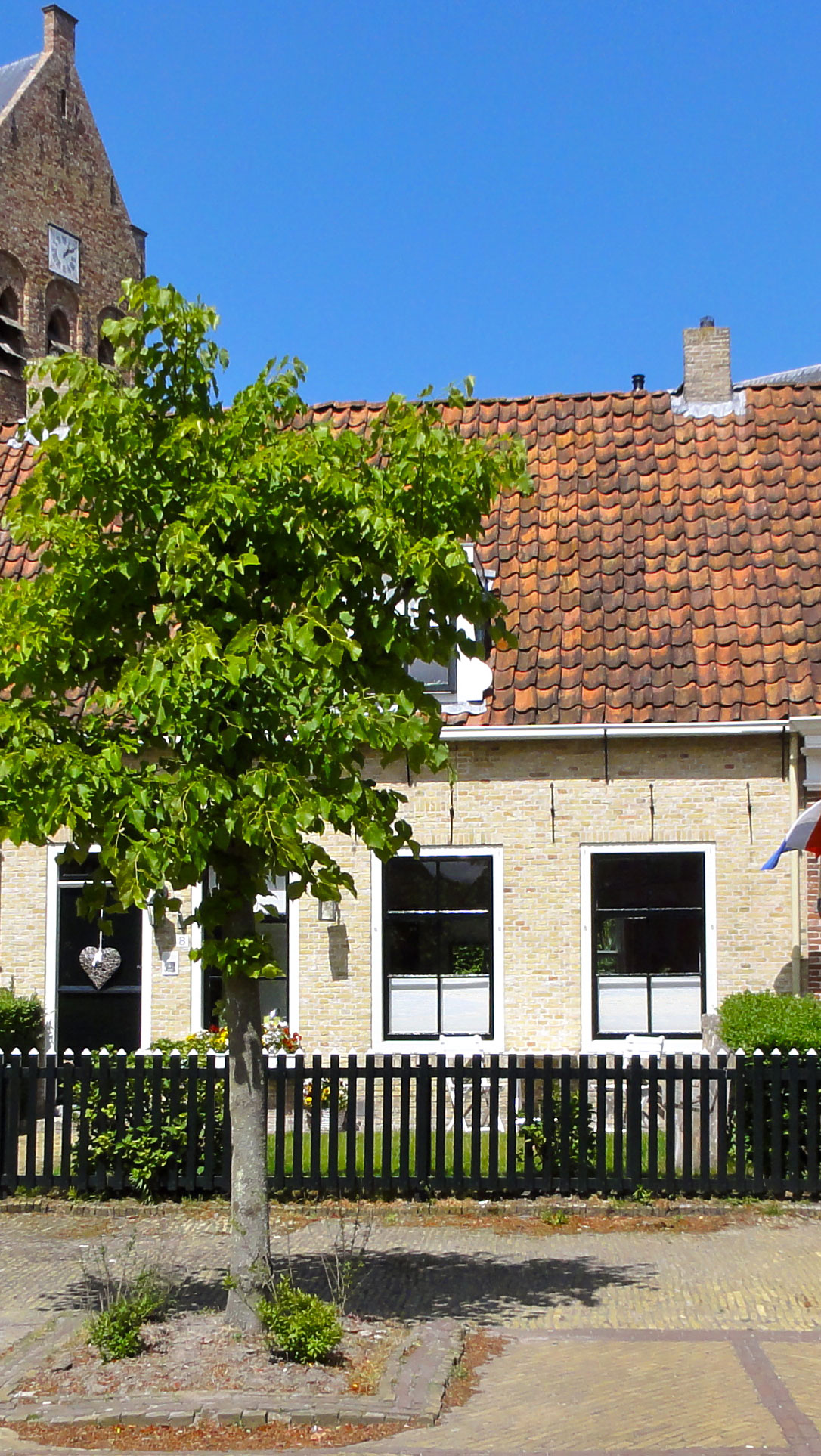
De Polysjewente aan het Vrijhof 8 in Ferwerd

De Polysjewente is een monumentaal pand aan het Vrijhof 8 in de Friese plaats Ferwerd en dateert vermoedelijk uit de 17e eeuw.

## Geschiedenis
De Polysjewente dankt haar naam aan het feit, dat de woning in de 20e eeuw diende als ambtswoning voor de plaatselijke dienders. In de 19e eeuw had het een geheel andere bestemming en waren in dit pand achtereenvolgens diverse kuipers woonachtig en oefenden hier hun beroep uit. De woning vormt een geheel met de naastgelegen panden Vrijhof 7 en Vrijhof 9. De drie dwarse eenlaagspanden onder een zadeldak vormen gezamenlijk de noordwestelijke wand van het Vrijhof in Ferwerd, met de aan de westzijde een poort als toegang naar het kerkterrein.
Het pand werd in 1973 gerestaureerd en is erkend als rijksmonument.

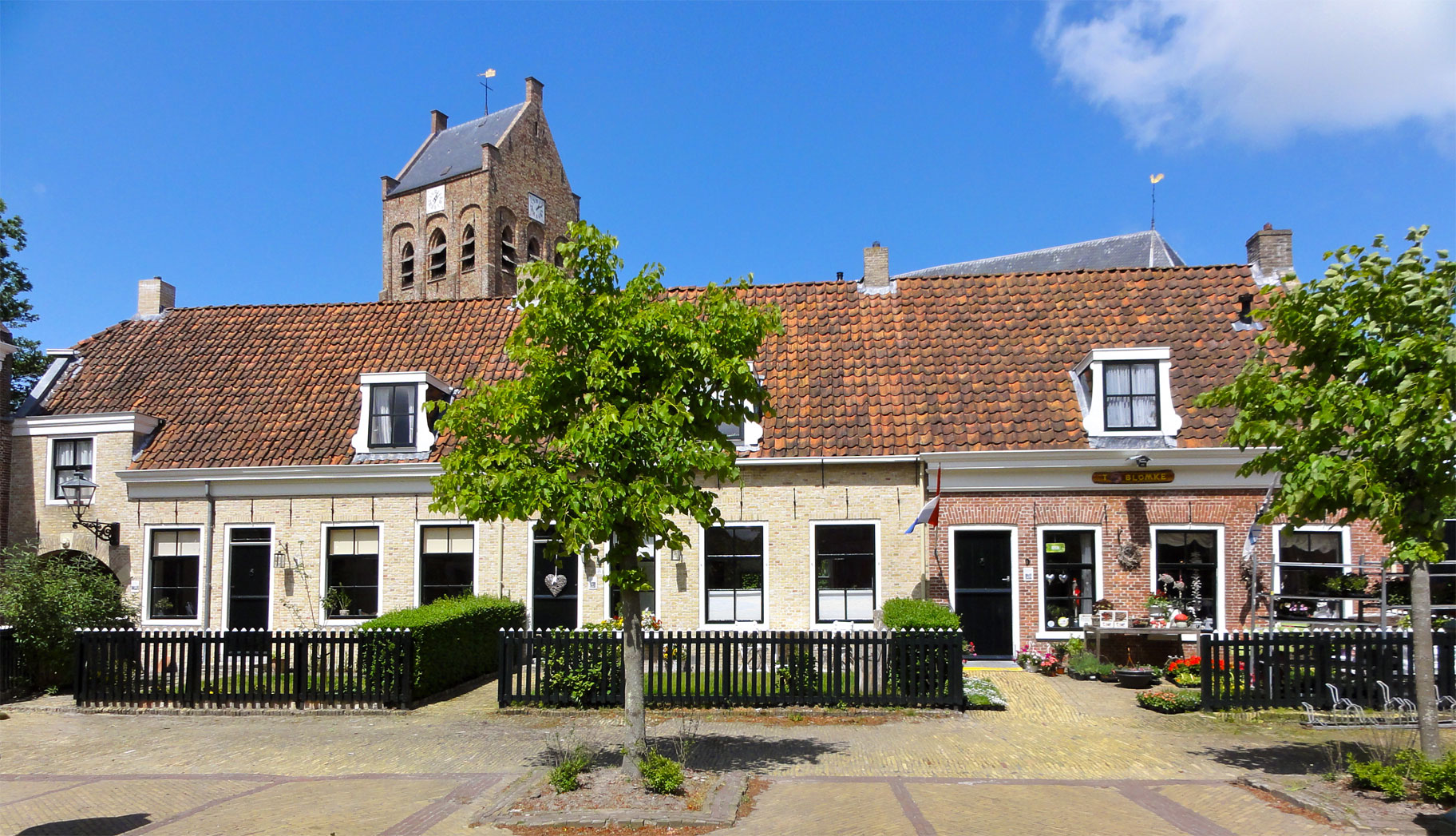
De noordwestelijke wand van het Vrijhof in Ferwerd gevormd door de panden Vrijhof 7, 8 en 9